# Нуоро (округ)
Округ Нуоро (итал. Provincia di Nuoro, на месном говору, Provìntzia de Nùgoro) је округ у оквиру покрајине Сардинија у западној Италији. Седиште округа и највеће градско насеље је истоимени град Нуоро.
Површина округа је 5.638 км², а број становника 208.550 (2019. године).

## Природне одлике
Округ Нуоро чини средишњи део острва и историјске области Сардиније. Он се налази у западном делу државе, са изласком на Тиренско море на истоку. Округ је махом планински и обухвата највише делове острва. Јужни део округа је област највише сардинијске планине Ђенарђенту. У приморском делу на истоку постоји неколико малих и изолованих равница.

## Становништво
По последњим проценама из 2008. године у округу Нуоро живи преко 160.000 становника. Густина насељености је мала, испод 50 ст/км². Приморски делови округа су боље насељени, као и око града Нуора. Остали део округа, као планински и каменит, је ређе насељен и слабије развијен.
Поред претежног италијанског становништва у округу живе и известан број досељеника из свих делова света.

## Општине и насеља
У округу Нуоро постоји 74 општине (итал. Comuni).
Најважније градско насеље и седиште округа је град Нуоро (36.000 ст.) у средишњем делу округа, а друго по величини је Синискола (11.000 ст.) у источном делу округа.